# Rhodium(VI)-fluorid
Rhodium(VI)-fluorid (RhF6), häufig auch Rhodiumhexafluorid, ist eine chemische Verbindung der Elemente Rhodium und Fluor und gehört zur Stoffgruppe der Hexafluoride.

## Darstellung
Rhodiumhexafluorid wird durch direkte Umsetzung des Metalls in einem Überschuss von elementarem Fluor (F2) dargestellt.
{\displaystyle {\ce {Rh + 3 F2 -> RhF6}}}

## Eigenschaften
Rhodiumhexafluorid ist ein schwarzer kristalliner Feststoff, der bei etwa 70 °C schmilzt. Es kristallisiert im orthorhombischen Kristallsystem (gemessen bei −140 °C) in der Raumgruppe Pnma (Raumgruppen-Nr. 62) mit den Gitterparametern a = 932,3 pm, b = 847,4 pm und c = 491,0 pm und vier Formeleinheiten pro Elementarzelle mit einer berechneten Dichte von 3,71 g·cm−3. Das RhF6-Molekül ist oktaedrisch (Oh); die Rh–F-Bindungslänge beträgt 182,4 pm.